# Myrmotherula urosticta
El hormiguerito atlántico u hormiguero de cola rayada (Myrmotherula urosticta), es una especie de ave paseriforme de la familia Thamnophilidae perteneciente al numeroso género Myrmotherula. Es endémico del litoral sureste de Brasil.

## Distribución y hábitat
Se distribuye por el litoral oriental de Brasil, localmente desde el centro de Bahía hacia el sur hasta el norte de Río de Janeiro.
Esta especie es considerada poco común y local en su hábitat natural: el sotobosque y el estrato medio del bosque húmedo de la Mata Atlántica, raramente alcanzando los 500 m de altitud.

## Descripción
Mide 9,5 cm de longitud. El plumaje del macho es gris, con un babero negro, las alas son negras con dos barras blancas y la cola es negra con puntas blancas. La hembra presenta las partes superiores gris más claro; alas negras con puntos y dos barras blancas; garganta blancuzca y pecho y vientre color crema a anteado.

## Estado de conservación
El hormiguerito atlántico ha sido calificado como «vulnerable» por la Unión Internacional para la Conservación de la Naturaleza (IUCN) debido a que su pequeña población total, estimada en 2500 a 10 000 individuos maduros, y su zona de distribución, pequeña y fragmentada, se consideran en moderada decadencia debido a la pérdida de hábitat, resultante de la deforestación y fragmentación de la Mata Atlántica. Su supervivencia depende básicamente de la preservación de los bosques en locales específicos.

## Sistemática

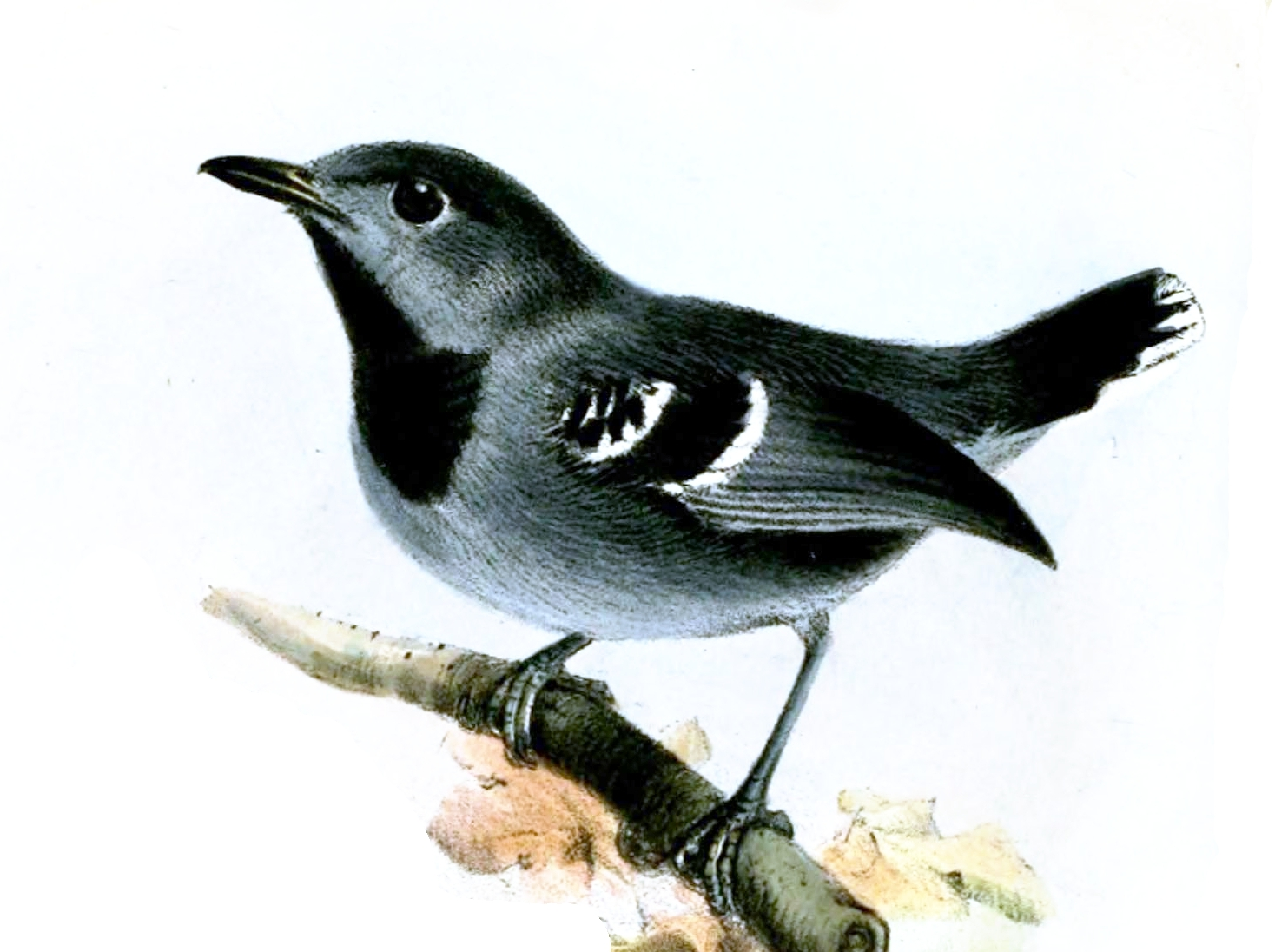
Formicivora urosticta, macho, ilustración de Wolf, para Proceedings of the Zoological Society of London, 1857 (publicado en 1858).

### Descripción original
La especie M. urosticta fue descrita por primera vez por el zoólogo británico Philip Lutley Sclater en 1857 bajo el nombre científico «Formicivora urosticta»; la localidad tipo es «este de Brasil».

### Etimología
El nombre genérico femenino «Myrmotherula» es un diminutivo del género Myrmothera, que se compone de las palabras del griego «murmos» que significa ‘hormiga’ y «thēras» que significa ‘cazador’; y el nombre de la especie «urosticta», se compone de las palabras del griego «oura» que significa ‘cola’, y «stiktos» que significa ‘punteado’.

### Taxonomía
Parece ser que esta especie es pariente cercana a Myrmotherula longipennis. Las dos generalmente son agrupadas en el llamado «complejo de hormigueritos grises», del cual también forman parte Myrmotherula axillaris, M. iheringi, M. minor, M. schisticolor, M. menetriesii, M. sunensis, M. behni, M. grisea, M. unicolor y M. snowi, a pesar de que este grupo posiblemente no sea monofilético. Es monotípica.